# Chickenback Street
Chickenback Street es una localidad de Santa Lucía que forma parte del distrito de Gros Islet.